# Палембанг
Палембанг (на индонезийски: Palembang) e град в южната част на индонезийския остров Суматра, край река Муси, на 90 км от морето. Градът е административен център в провинция Южна Суматра. Има аерогара и морско пристанище. Развита е нефтената, каучуковата и корабостроителната промишленост. Има университет. Основан е около 8 век. Населението на града е 1 455 284 жители (по данни от 2010 г.).